# Andreas Laurentii Björnram
Andreas Laurentii Björnram, švedski luteranski nadškof, * 1510, † 1. januar 1593.
1. ↑  Andreas Laurentii (Björnram)